# پاول و پرسبرگر
پاول و پرسبرگر (انگلیسی: Powell and Pressburger) مشارکت و همکاری دو فیلم‌ساز با نام‌های مایکل پاول (۱۹۰۵–۱۹۹۰) و امریک پرسبرگر (۱۹۰۲–۱۹۸۸) در سینمای بریتانیا است که منجر به ساخت فیلم‌های مهمی شده است. آن‌ها، بین سال‌های ۱۹۳۹ تا ۱۹۷۱، حدود ۲۴ فیلم ساختند که عمدتاً داستان را پرسبرگر می‌نوشت و فیلمنامه را هردو تهیه می‌کردند. 
از میان فیلم‌های تهیه‌شده توسط آن‌ها می‌توان به یک داستان کانتربوری، زندگی و مرگ کلنل بلیمپ و کفش‌های قرمز اشاره کرد. 